# Мыловка
Мыловка (укр. Милівка), село,
Уплатновский сельский совет,
Близнюковский район,
Харьковская область, Украина.
Код КОАТУУ — 6320686506. Население по переписи 2001 г. составляет 202 (94/108 м/ж) человека.

## Географическое положение
Село Мыловка находится на левом берегу реки Большая Терновка, есть мост. На противоположном берегу находится село Уплатное.
В 6 км на запад — железнодорожная станция Платформа 948 км.

## История
- 1861 — дата основания.

## Экономика
- В селе есть молочно-товарная ферма.